# Raïon de Sviatochyne
Le raïon de Sviatochyne (en ukrainien : Святошинський район) est un raïon (district) urbain de Kiev, la capitale de l'Ukraine.
Il englobe des territoires dans l'ouest du centre-ville de Kiev, accueil l'usine Aviant, ancien sous-traitant aéronautique ayant l'aérodrome de Sviatochyne.
La ville de Kotsioubynske est enclavée dans ce raïon.